# 커뮤니티 클라우드
커뮤니티 클라우드(community cloud)는 컴퓨팅 분야에서 내부 또는 제3자에 의해 관리되고 내부 또는 외부에서 호스팅되는지 여부에 관계없이 공통 관심사(보안, 규정 준수, 관할권 등)를 가진 특정 커뮤니티의 여러 조직 간에 인프라를 공유하는 공동 노력이다. 이는 공통 관심사를 가진 조직 그룹에 의해 제어되고 사용된다. 퍼블릭 클라우드보다 적은 수의 사용자에게 비용이 분산되므로(프라이빗 클라우드보다 많음) 클라우드 컴퓨팅의 비용 절감 잠재력 중 일부만 실현된다.
커뮤니티 클라우드는 동일한 관심사(예: 애플리케이션, 보안, 정책 및 효율성 요구)를 공유하는 다양한 조직의 소비자 그룹이 사용하도록 프로비저닝된다.